# 渡辺学 (国土交通技官)
渡辺 学（わたなべ まなぶ）は、日本の国土交通技官。宮崎県高速道対策局長や、茨城県土木部長、国土交通省大臣官房審議官、国土交通省近畿地方整備局長などを歴任した。

## 人物・経歴
北海道札幌市生まれ。北海道大学工学部土木工学科卒業後、1990年北海道大学大学院工学研究科土木工学専攻修了、建設省入省、関東地方建設局東京国道工事事務所交通対策課。1996年建設省九州地方建設局鹿児島国道工事事務所調査課長。1998年建設省九州地方建設局企画部企画課長。2000年建設大臣官房政策課事業評価調査官。2001年国土交通省大臣官房技術調査課事業評価調査官。
2003年国土交通省中国地方整備局鳥取河川国道事務所長。2005年国土交通省中国地方整備局企画部企画調整官。2006年国土交通省道路局地方道・環境課沿道環境専門官。2008年宮崎県県土整備部高速道対策局長。2011年国土交通省大臣官房付。同年国土交通省関東地方整備局東京国道事務所長。
2013年茨城県土木部都市局長。2014年茨城県土木部長。2016年国土交通省北陸地方整備局企画部長。2019年国土交通省道路局道路交通管理課長。2020年国土交通省大臣官房審議官（道路局担当）。2021年首都高速道路執行役員。2022年国土交通省近畿地方整備局長。2023年国土交通省大臣官房付（即日辞職）、道路新産業開発機構業務執行理事（常務理事）。